# Arethusana boabdil
Arethusana boabdil es una especie de mariposa, de la familia Nymphalidae, que fue descrita originalmente por Rambur, en 1938, como una subespecie de Arethusana arethusa, descrita por Denis y Schiffermuller (1775). Actualmente, algunos autores la consideran una especie diferenciada. No obstante, sería necesario un estudio molecular (secuenciación de su ADN) para poder determinar definitivamente su estatus taxonómico final. Es endémica de las Cordilleras Béticas. 

## Descripción
Las alas son de color castaño-negro en su anverso, con vestigio de banda post-discal anaranjada y ocelo negro. El reverso de las anteriores es anaranjado con trazos negros; en las posteriores, las venas son blancas, destacando de forma clara sobre el fondo oscuro. La hembra es de mayor tamaño, siendo muy visible la banda anaranjada.
Tiene una generación al año, con individuos adultos a partir desde comienzos de julio hasta final de septiembre. La puesta se produce, preferentemente, en las proximidades de plantas de Helitotrichon filifolium. La oruga se desarrolla en verano y comienza la hibernación en octubre, desarrollándose la crisálida en primavera, ligeramente enterrada. 

## Distribución y hábitat
Es una especie exclusiva de las Cordilleras Béticas, con poblaciones muy localizadas, biotopos situados preferentemente en laderas, y altitud hasta los 1.800 m de altitud, como Sierra Nevada. Las orugas precisan de zonas sombreadas forestales para resistir al calor. Es una especie afectada por la deforestación y el pastoreo, y se encuentra en situación de riesgo.